# Cégep Édouard-Montpetit
Pour les articles homonymes, voir Édouard Montpetit (homonymie) et CEM.
 (février 2013).
Le Cégep Édouard-Montpetit (CEM) est un collège d'enseignement général et professionnel situé à Longueuil au Québec, au coin de la rue de Gentilly et du chemin de Chambly. Le cégep possède aussi une école affiliée, soit l'École nationale d'aérotechnique, située dans l'arrondissement de Saint-Hubert, près de l'aéroport de Saint-Hubert.
En 2014, il est l'un des plus gros cégeps francophones du Québec avec plus de 16 000 étudiants (campus de St-Hubert et campus de Longueuil compris).

## Histoire

### Externat classique
L'histoire du Cégep ressemble beaucoup à ce qui s'est produit dans l'évolution des cégeps et des Collèges classiques dans la province de Québec, et d'ailleurs elle a fait l'objet d'un savant ouvrage de Marie-Paule Malouin, historienne et sociologue de profession. C'est en 1950 que fut fondé l'Externat classique de Longueuil, censé desservir toute la Rive-Sud. Sa construction a reçu les appuis financiers et moraux  de Paul Pratt, maire de Longueuil à l'époque, et de Paul-Ernest-Anastase Forget, l'évêque de Saint-Jean. Un autre appui de taille vient s'ajouter à l'Externat classique de Longueuil en la personne du père Bernard de Brienne, ofm, qui exerce le rôle de professeur pendant la période de 1955 et 1956. 

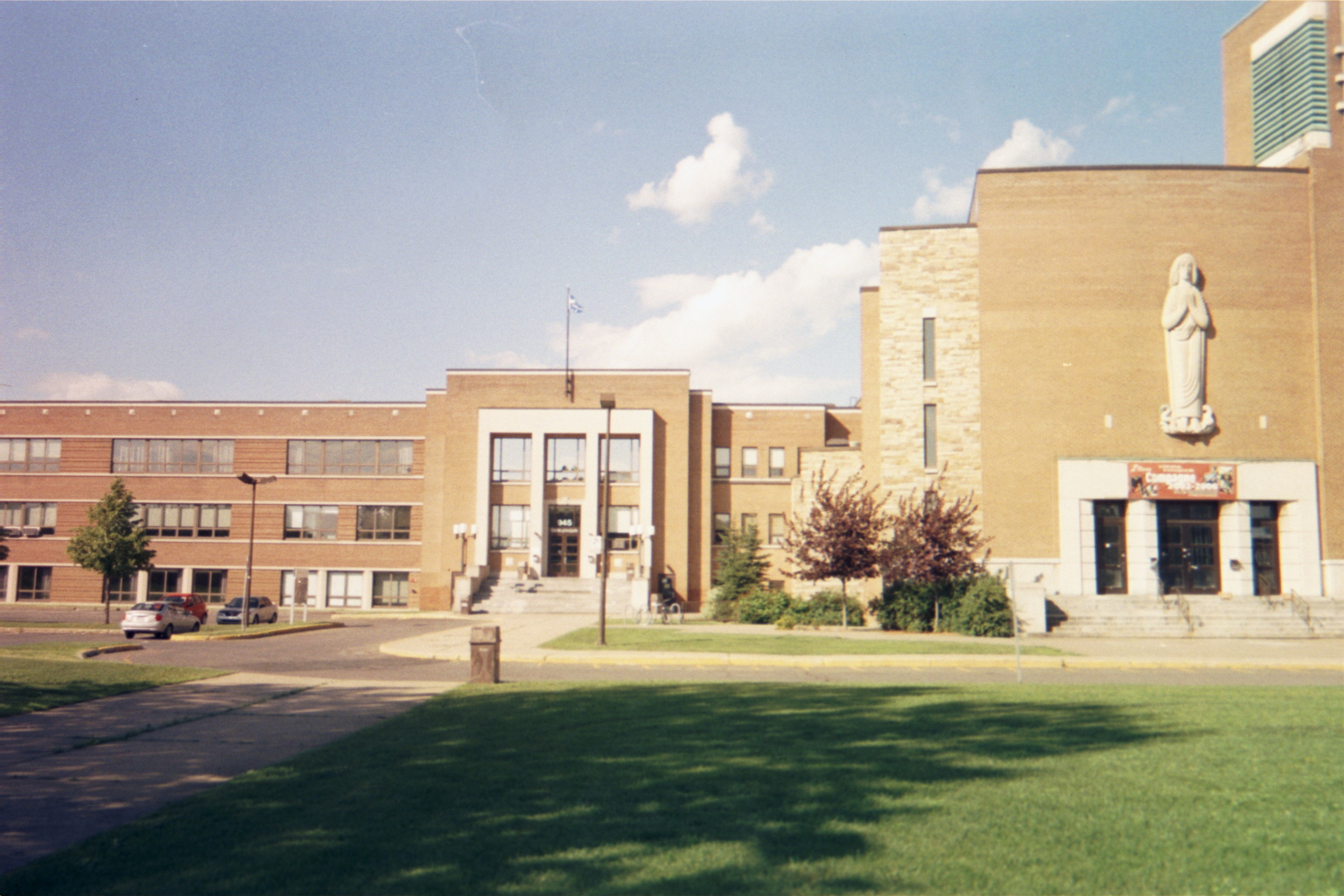
Vue du Cégep Édouard-Montpetit.

Au tout début, il y est dispensé uniquement un enseignement classique, avec les Éléments latins, les Belles-lettres et la Philosophie pour les garçons de 13 à 20 ans. Quelques commentateurs avaient déploré le manque de formation scientifique offert à ces jeunes. Au début des années 1960, l'enseignement du grec est abandonné et les filles y sont admises. À la fin des années 1960, les laïcs mixtes sont devenus plus nombreux dans l'enseignement que les frères franciscains[réf. souhaitée].

### Création du cégep
En 1968, l'Institut aérotechnique du Québec est intégré au collège.
Durant les années 1970, il y a eu des querelles administratives relativement au site de l'institut et à la propriété du Centre sportif, propriété devenue tripartite entre la Régionale, la ville et le Collège. Ce dernier ouvre ses portes en 1981.
En 1978, le secteur d'aérotechnique du collège devient officiellement une école, mais doit attendre jusqu'en 1990 pour obtenir son statut d'école « nationale ». 
L'établissement a hébergé pendant plusieurs années les locaux de la radio communautaire francophone FM 103,3. 
Il possède également depuis 1993 un centre collégial de transfert de technologie reconnu par le Ministère de l'Éducation, de l'Enseignement supérieur et de la Recherche, le Centre technologique en aérospatiale (CTA) qui offre des services de recherche et développement, de soutien technique ainsi que de la formation aux entreprises.

### Le collège
Le cégep abrite le Théâtre de la ville de Longueuil, un jardin d'enfants ainsi que des cliniques d'hygiène dentaire, de denturologie, de lunetterie et de verres de contact. Le collège a une spécialité technique dans les domaines des assistants de clinique, par exemple les cliniques dentaires, médicales et ophtalmologiques.
Sa bibliothèque contient environ 90 000 livres, dont un très rare exemplaire du journal Le Canadien daté de 1831.
À l'occasion de la rentrée d'automne 2013, l'établissement modifie son appellation « Collège Édouard-Montpetit » pour « Cégep Édouard-Montpetit ». Bien que les deux termes sont synonymes, « collège » est employé par différents types d'établissements scolaires et peut donc porter à confusion.

## Vie étudiante

### Association générale des étudiants
L'Association générale des étudiants du collège Édouard-Montpetit. Elle est créée en 1976. Elle chapeaute près de 30 organismes étudiants, autant des associations de programme que des associations thématiques[réf. nécessaire].

### Médias étudiants
Le journal étudiant Le Motdit Inc., est une corporation qui publie depuis 1978, remplaçant de fait le journal L'Instruie, qui ne survécut que deux ans. Le MotDit est subventionné par l'association étudiante et des publicités d'organismes à but non lucratif, comme des universités.

## Personnalités liées

### Enseignants
- France Mongeau

### Anciens étudiants
- André Ducharme
- Jacques Chevalier
- Isabelle Brasseur
- Nicolas Girard
- Patrice Désilets
- Imane Chebel
- Arlette Cousture.
- Simon Jolin-Barrette
- Georges Saint-Pierre